# Hexenturm (Coburg)

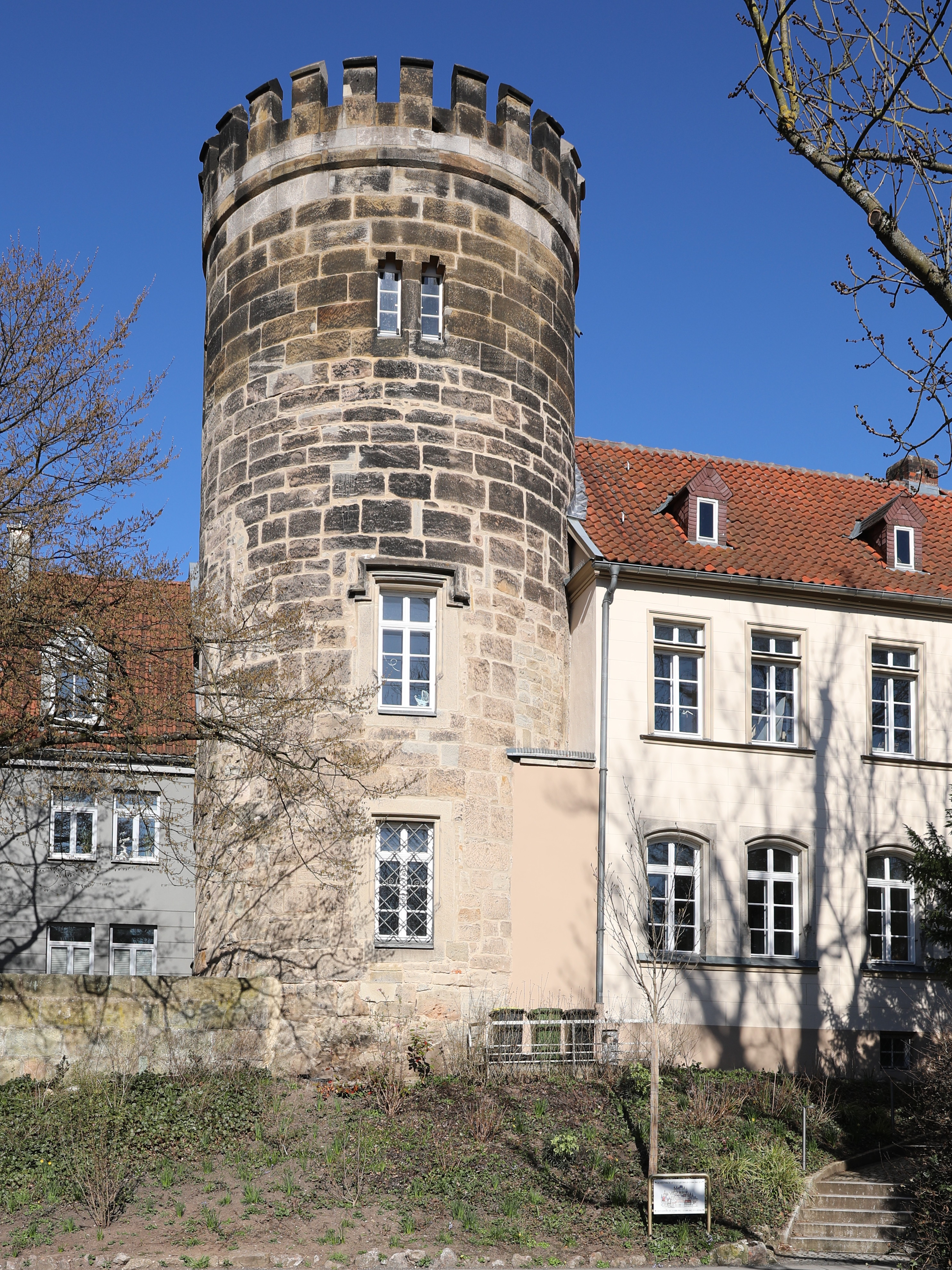
Hexenturm in Coburg

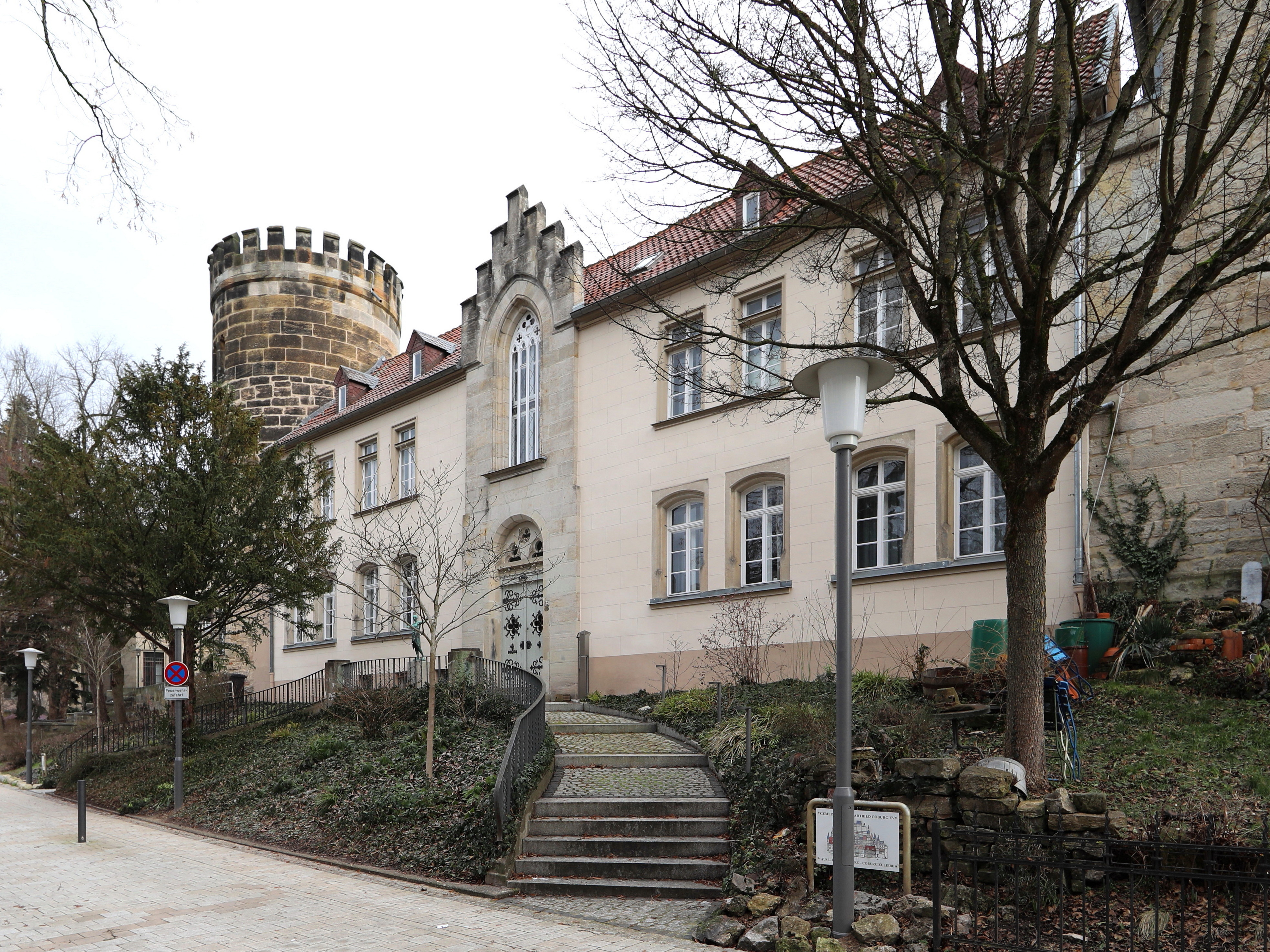
Ernstplatz 12 in Coburg

Der Hexenturm gehört in der oberfränkischen Stadt Coburg zu einem denkmalgeschützten Baukomplex am Ernstplatz 12, bestehend aus einem Rundturm, der angebauten ehemaligen Sonntagsschule und einer Treppenrampe. Die beiden Gebäude gehen im Kern auf den inneren Stadtmauerring aus dem 13. Jahrhundert zurück.

## Geschichte
Wohl um oder nach 1200 entstand der Hexenturm, auch Kiliansturm nach dem Grundbesitzer Dominicus Nikolaus Kilian genannt, als Teil der mittelalterlichen Stadtbefestigung Coburgs. In der Mitte des 16. Jahrhunderts erfolgte ein Anbau an den Turm mit einer Wohnung für den Nachtwächter und 1610 wurde der Komplex zu einem Hexengefängnis umgebaut. Allein im Zeitraum von 1628 bis 1633 fanden in Coburg unter der Regentschaft von Herzog Johann Casimir 91 Hexenprozesse mit etwa 70 Todesurteilen statt. In den Jahren 1781/1782 wurde die innere Wehrmauer teilweise abgebrochen und der Anbau zur Fronfeste, einem Gefängnis, umgebaut. Nach der Verlegung des Gefängnisses in einen Neubau in der Leopoldstraße überließ die Landesregierung der Stiftung Coburger Sonntagsschule das Anwesen. Die beauftragte den Bau eines Schulhauses, anstelle des baufälligen Fachwerkbaus der Fronfeste, nach Plänen des Stadtbaurates Julius Martinet in den Jahren 1861 und 1862 und für eine Verschmelzung des Turmes als Anbau eine entsprechende Neugestaltung 1863. Der Turm hatte zuvor ein Fachwerkobergeschoss und einen achteckigen Helm. Aufgrund sinkender Schülerzahlen schloss die Sonntagsschule 1894. Von 1899 bis 1924 waren im Schulhaus die Taubstummenschule, die landwirtschaftliche Winterschule und später die Baugewerkschule untergebracht. Im Jahr 1926 führte der Coburger Baumeister Paul Schaarschmidt im Keller und Erdgeschoss Umbaumaßnahmen aus. Die Handwerkskammer übernahm 1937 das Anwesen und nach 1945 der Verein Sonntagsschule. Im Jahr 1988 erwarb die Gemeinschaft Stadtbild Coburg e. V. die Gebäudeeinheit. Die Nutzung des Hauses war nach 1945 vielfältig, beispielsweise als Studiobühne für Theaterveranstaltungen. Eine Gedenktafel am Hexenturm ließen im Jahr 2014 das römisch-katholische und das evangelisch-lutherische  Dekanat sowie die Stadt Coburg und das Stadtbild Coburg zur Erinnerung  an  die Opfer der Verfolgungen im 16. und 17. Jahrhundert anbringen.

## Beschreibung
Der dreigeschossige Rundturm besteht aus Sandsteinquadern. Die Quader bis zum ersten Obergeschoss einschließlich sind mit Zangenlöchern versehen und haben oberhalb des Sockels romanische Steinmetzzeichen.  An der Nordseite ist im ersten Obergeschoss eine zugesetzte Pforte, die auf den Wehrgang der Stadtmauer führte, erkennbar. Die Quader des im 19. Jahrhundert aufgesetzten zweiten Obergeschosses sind glatt. Der obere Abschluss besteht aus einem neugotischen Zinnenkranz. Im Erdgeschoss befinden sich zwei und im ersten Obergeschoss drei rechteckige Fenster. Im zweiten Obergeschoss sind es sechs Fenster, jeweils ein Paar schmale. Der Turm ist etwa 14 Meter hoch und hat einen Außendurchmesser von 6,5 Meter sowie Wanddicken von bis zu 1,6 Meter.
Das angebaute, traufständige Satteldachgebäude steht in einem Geländesprung und hat zwei Geschosse, zum Ernstplatz zusätzlich ein Kellergeschoss. Das neugotisch gestaltete Bauwerk besitzt einen trapezförmigen Grundriss. Es ist in Formen der Neugotik gestaltet. Prägend ist in der Front zum Ernstplatz ein flach vortretender Mittelrisalit mit einem Treppengiebel und einem großen, spitzbogigen Fenster mit Holzmaßwerk über einem rundbogigen Portal. Jeweils acht paarweise angeordnete Fenster zum Ernstplatz befinden sich in der verputzten Fassade der beiden Geschosse.
Im Jahr 1901 wurde der Haupteingang der Schule von der Rückseite in der kleinen Rosengasse auf die Vorderseite zum Ernstplatz verlegt und ein Vorplatz für die Treppenrampe angelegt. Den Vorplatz ziert auf einem Sockel die Bronzefigur Heimkehr, eine Arbeit von Ferdinand Lepcke aus dem Jahr 1908. Eine zweite Plastik Lepckes, die griechische Hetäre Phryne, wurde 1994 gestohlen.